# 継承国
継承国（けいしょうこく）、承継国（しょうけいこく）とは、ある国家が消滅したのち、その国が締結していた条約上などの義務や権利を引き継ぐ国。
複数の新国家が旧国家の領土を分割した場合や、旧国家の消滅後に長い空白期間をおいて新国家が成立した場合などに問題になる。また、革命政権などの樹立により、前政権による対外債務や各条約の継承を受け入れない場合、国家が併合する場合に消滅する側の締約していた条約の継承なども問題となる。サクセッサーステート（継承国）方式は、国際法における国権の在り様に関する主張（継承国理論）であり、必ずしも国際法上の明確性を持つものでない。
主な例としては、ソビエト連邦に対するロシア連邦、チェコスロバキア共和国に対するチェコ共和国とスロバキア共和国など。ユーゴスラビアについては、セルビア・モンテネグロ問題に対する反発から10年近くにわたって継承が認められず、「旧ユーゴスラビア」という呼称が用いられた。

## 概要
国家継承の問題は古くから王朝や領土・財産などの継承（包括継承、分割、併合等）問題として存在したが、国際慣習法として確立されたものではなく、本格的に議論されはじめたのは第二次世界大戦後のことである。
19世紀には、政府の形態が変更しても国家が同一のままなら当該国家の他国に対する権利義務は影響を受けることがなく継続するということは学説や国家実行から認められており、これは包括的継承説とされる。
一方で19世紀末から包括的継承に否定的な説が登場し（継承否定説 Lon Larivireなど）むしろ第二次世界大戦以降の議論では継承否定説が国家継承理論の基礎をなすものと考えられるようになった。これは旧宗主国からの独立が相次ぎ、これら新国家に有利なように国際法が解釈され実行されたためである。国連の国際法法典化事業の準備機関である国際法委員会（ILC）は、1949年に研究課題として国家継承を提示し、具体化のための小委員会を1962年に設置した。
1967年国際法委員会(ILC)は国家継承の問題を①条約に関する国家継承と、②条約以外の事項に関する国家継承に区分し、条約に関する部分は1972年に草案を作成（1972年草案）、1978年条約に関する国家承継に関するウィーン条約としてまとめられた。
条約以外の事項については公的財産の継承に関する草案が1973年に提出され、1981年には草案の名称が「国家財産，国家文書及び国家債務に関する国家承継条約（国家財産等承継条約）草案」に変更されILCで採択され、国連総会の審議に委ねられた。国連総会では1983年に全権国際会議を開催することが決議された。日本政府はこの条約草案に対して疑義ありとして採択会議を棄権した。また締約国は5カ国（署名国は6カ国）であり条約は発効していない
（注：2002年時点）。
ILCでは継承国の成立する事例として大きく①国家の結合と②国家の一部の分離に区別し、国家の一部の分離の具体例として新国家の独立や国家の消滅を挙げている（1972年草案および改正1974年草案）。これらの草案や条約は戦後の新国家独立ラッシュの後追いのものであり、また国家継承に関するウィーン条約についても各国の法的歴史観をもとに十分な支持を得られておらず、署名ののち批准したのは22国にとどまる。

## 条約
国家承継の規則を成文化する試みとしては、1978年の条約に関する国家承継に関するウィーン条約がある。日本は署名していない。

## 日本に関わる諸事例

### 国会における答弁
1970年に行われた井川克一外務省条約局長の国会答弁によれば「新聞などを調べてみますと、1960年から1961年頃、アメリカにおいて、国連における中国の議席について考えられたのではないかという説」がある。それによれば「中華民国政府と中華人民共和国政府が一つの中国の当然の承継者としてそのまま国連に入れる、その場合に、いわゆる加盟の手続きを経ないでいいのだという説」であり、「いわゆる承継国家論というほどのいわゆる国際法的なものではまったくない。」「いわゆる承継国家に似たような先例としてインド・パキスタンとUAR・シリアの問題がある。1947年8月14日にパキスタンがインドから分離独立した際、パキスタンを新加盟国とみなす必要があるかないかという議論が行われた。この際、パキスタンは法律的問題から離れ新規加盟で入った。シリアは1958年2月にエジプトとアラブ連合を結成し2つの議席が1つになったが、1961年9月にシリアが離れ、国連加盟の新しい手続きを取ることなく復帰が認められた。」「いずれにせよ10年前あたり（1955年前後）に考えられた、国連の、国連社会の中における議席の取り扱いであり」「日の目を見たものでもなく舞台の上に登場した議論でもない」とする。
日本では2つの中国に関する承認の際に問題となった。また旧宗主国との戦争状態が終了した場合、旧宗主国の領土を継承した新国家（東南アジア諸国など）との条約や講和、戦後処理に関する権利関係の整理の際にこの法理がしばしば問題となった。
昭和61年10月30日第107回参議院内閣委員会2号において、玉置和郎（総務庁長官:当時）に「共産主義国家は、継承国家論をとらない、私たちはこれはおかしなことだな、と思っておりました。…やっぱり日本国は、勅語によって継承国家論というものをとっておるわけでございまして、当然のように戦前だからそれは政府に責任が無いんだとか、そんなことはいえないわけでありまして、…戦前であろうが戦後であろうが…政府の責任は政府の責任。国民は責任が無いと、私そうは思いません。国民も責任がある。…こう思います…」との答弁がある。

### 戦前と戦後との「国家の同一性」
日本の戦前と戦後との相関については、「国家の同一性」として議論された複数の事例がある。まず、日本国憲法を出すにあたっての勅語がある。また、「新憲法は旧憲法の廃止ではなくその改正であり、いわんや憲法改正の前後にわたって国家の同一性には変更がないのであるから，旧憲法下の法令が原則として新憲法下においてもその侭引きつがれ、有効に存続することは何人も疑わないところであり，このことは、憲法第九十八条の規定に徴しても明らかである」との政府見解も示されている。

## 国際的な権利・義務の継承が問われた事例
| 旧政府                           | 新政府                                             | 内容 |
| -------------------------------- | -------------------------------------------------- | --- |
| 江戸幕府                         | 日本政府（明治政府）                               | 欧米列強は、彼らとの間に幕府が結んだ一連の不平等条約を明治政府が引き継ぐことを要求した。 |
| 清                               | 中華民国                                           | 日本を含む列強は、下関条約で清が日本に対して認めた権益など、清が列強との間で結んだ一連の条約を中華民国が引き継ぐことを要求した。 |
| 中華民国                         | 中華人民共和国                                     | 国連代表権に関するアルバニア決議、光華寮訴訟など。 |
| ドイツ国（ナチス・ドイツ）       | ドイツ民主共和国（東ドイツ）                       | 東ドイツはドイツ国との連続性を否定し賠償負債等の引継ぎを拒否。西ドイツの姿勢と対照的となった。 |
| ドイツ帝国                       | ドイツ連邦共和国（統一ドイツ）                     | ヴェルサイユ条約による賠償金の支払い。 |
| ロシア帝国                       | ソビエト連邦                                       | ロシア帝国の対外債務の破棄を宣言（1918.1.21）。20世紀を通じて完全なソブリンデフォルト（債務不履行）として唯一のものである。一方でソビエト政府はロシア帝国の持つ対中権益の一方的放棄を宣言（カラハン宣言）。これはのち一部分が撤回された。またロシア帝国の対外条約は失効し、日ソ基本条約やラパロ条約などにより外交関係は再構築された。欧州諸国とは1920年代に国交を樹立したが対米関係は遅れ、ルーズベルトによるソビエト国家承認宣言（1933.11）により国交を樹立した。イギリスとは1924年にソビエトとの国交を樹立（27年に断交、29年に再交）、1934年のソビエトの国際連盟加盟により最初の条約締約。フランスは1924年10月にソビエト国家承認、仏ソ相互援助条約(1935.5)において外交関係を構築した。 |
| ソビエト連邦                     | ロシア連邦                                         | 旧ソ連軍所属の艦隊や核兵器の帰属をめぐる配備先のソ連離脱国家との係争。 また、ソ連→ロシアの在外公館に関しても同種の係争があり、例えば東京のロシア大使館は未だに「ソビエト社会主義共和国連邦」名義で登記されている。 |
| ロシア帝国                       | ロシア連邦                                         | 第一次世界大戦の際に発行したロシア帝国国債の償還。 |
| 植民地を保有する旧宗主国         | 植民地独立により成立した新国家                     | 新国家の独立における白紙の原則 |
| オスマン帝国                     | トルコ共和国                                       | アルメニア人虐殺問題 |
| ユーゴスラビア社会主義連邦共和国 | ユーゴスラビア連邦共和国（セルビア・モンテネグロ） | ユーゴスラビア連邦共和国（セルビア・モンテネグロ）は継承国であると主張したが国際的に認められず、国際連合などには新規加盟の形を取らざるをえなくなった。またマケドニア、クロアチア、ボスニア・ヘルツェゴビナ、スロベニアも継承国ではなく新規独立扱いとされている。 |
| モンテネグロ公国                 | モンテネグロ共和国                                 | 日露戦争における日本に対する宣戦布告。 |

## 文献情報
- オコーネルD. P., 長谷川正国「紹介・翻訳 D.P.オコーネル著「国家承継と国家の理論」 (平田紳教授 古稀記念号)」『福岡大學法學論叢』第60巻第4号、福岡大学研究推進部、2016年3月、761-833頁、CRID 1050001202561273728、ISSN 0429-8411、NAID 120005739468。
- 森川俊孝「条約の承継に関する第2次大戦前の日本の実行」『横浜国際社会科学研究』第12巻第2号、横浜国立大学国際社会科学学会、2007年8月、77-102頁、ISSN 13460242、NAID 110007122388。
- 長谷川正国「国家相続の一考察:アルジエリアの実行」『早稲田法学会誌』第26巻、早稲田大学法学会、1976年3月、157-188頁、ISSN 05111951、NAID 120000792159。
- マンフレート・ヘットリング、ティノ・シェルツ、川喜田敦子「過去との断絶と連続:1945年以降のドイツと日本における過去との取り組み」『ヨーロッパ研究』第6巻、東京大学大学院総合文化研究科・教養学部ドイツ・ヨーロッパ研究センター、2007年3月、93-118頁、ISSN 13469797、NAID 40015422422、NDLJP:10319548。
- 中川融「<論説>条約に関する国家承継ウィーン条約について(一)」『政治学論集』第11巻、駒澤大学、1980年3月25日、1-29頁、NAID 110000189745。
- 中川融「<論説>条約に関する国家承継ウィーン条約について(二)」『政治学論集』第12巻、駒澤大学、1980年11月20日、13-41頁、NAID 110000189750。
- 中川融「<論説>条約に関する国家承継ウィーン条約について(三)」『政治学論集』第13巻、駒澤大学、1981年3月30日、17-42頁、NAID 110000189755。

- 森村進「大地の用益権は生きている人々に属する:財産権と世代間正義についてのジェファーソンの見解」『一橋法学』第5巻第3号、一橋大学大学院法学研究科、2006年11月、715-762頁、doi:10.15057/13610、ISSN 13470388、NAID 110007620042。
- 藤井賢二「第1次日韓会談における「旧条約無効問題」について」『東洋史訪』第15巻、兵庫教育大学東洋史研究会、2009年3月、76-84頁、CRID 1050845760795990912、hdl:10132/2674、ISSN 13466917、NAID 120006654240。
- 横田耕一「制憲前後の天皇像 : 象徴天皇制の解釈における"連続性"と"断絶性"序説」『法政研究』第45巻第1号、九州大学法政学会、1978年11月、26-64頁、doi:10.15017/1753、ISSN 03872882、NAID 110006262249。
- 「国家統合・国際機関への加入及びそれに伴う国家主権の移譲（特に、EU憲法とEU加盟国の憲法、「EU軍」）に関する基礎的資料」 (PDF)  安全保障及び国際協力等に関する調査小委員会（H16.3.4参考資料）衆議院憲法調査会事務局, 全国書誌番号:20623681, 国立国会図書館書誌ID:00007439014.